# Liste des localités de l'oblast de Mourmansk
L'oblast de Mourmansk, comprend 135 localités, dont :
- 27 localités urbaines, dont :
  - 16 villes,
  - 21 communes urbaines,
- 108 localités rurales

Dans la liste ci-dessous, les localités sont réparties (en termes de structure administrative-territoriale ) dans 6 villes de subordination régionale, dans 5 ZATO et dans 5 raïons. Au sein de l'organisation de l'autonomie locale (unités municipales), elles sont réparties entre 6 okroug urbain, 5 okrougs municipaux et 5 raïons municipaux.
Les établissements ruraux peuvent avoir le statut de village (selo), de hameau (derevnia), de possiolok, etc.
La population des établissements ruraux est donnée selon le recensement de 2010 de la Russie, les établissements urbains (villes et communes urbaines) selon le recensement de 2021. Certains établissements ruraux ont leur population en 2021 indiqués, seulement s'ils dépassent les 1000 habitants.

## Villes de subordination régionale

### Okroug urbain de Mourmansk
| Liste des localités | Liste des localités | Liste des localités | Liste des localités | Liste des localités |
| N°                  | Localité            | Statut              | Population 2010     | Population 2021     |
| ------------------- | ------------------- | ------------------- | ------------------- | ------------------- |
| 1                   | Mourmansk           | ville               | 307 257             | 270 384             |

### Villes avec territoires subordonnées (okrougs municipaux)

#### Ville d'Apatity et territoires dépendants
| Liste des localités | Liste des localités | Liste des localités | Liste des localités | Liste des localités |
| N°                  | Localité            | Statut              | Population 2010     | Population 2021     |
| ------------------- | ------------------- | ------------------- | ------------------- | ------------------- |
| 1                   | Apatity             | ville               | 59 672              | 49 647              |
| 2                   | Tik-Gouba           | localité            | 2                   |                     |
| 3                   | Khibiny             | village-gare        | 0                   |                     |

#### Ville de Kirovsk et territoires dépendants
| Liste des localités | Liste des localités | Liste des localités | Liste des localités | Liste des localités |
| N°                  | Localité            | Statut              | Population 2010     | Population 2021     |
| ------------------- | ------------------- | ------------------- | ------------------- | ------------------- |
| 1                   | Kirovsk             | ville               | 28 625              | 24 857              |
| 2                   | Koachva             | localité            | 882                 | 663                 |
| 3                   | Titan               | localité            | 1442                | 1332                |

#### Ville de Montchegorsk et territoires dépendants
| Liste des localités | Liste des localités                        | Liste des localités | Liste des localités | Liste des localités |
| N°                  | Localité                                   | Statut              | Population 2010     | Population 2021     |
| ------------------- | ------------------------------------------ | ------------------- | ------------------- | ------------------- |
| 1                   | 25 km Jeleznoï Dorogui Montchegorsk-Olenia | localité            | 255                 |                     |
| 2                   | 27 km Jeleznoï Dorogui Montchegorsk-Olenia | localité            | 2359                | 2036                |
| 3                   | Montchegorsk                               | ville               | 45 361              | 39 962              |
| -                   | Laplandski Zapovednik                      | localité            | 0                   |                     |

Le village de Laplandski Zapovednik a été aboli en 2023.

#### Ville d'Olenegorsk et territoires dépendants
| Liste des localités | Liste des localités | Liste des localités | Liste des localités | Liste des localités |
| N°                  | Localité            | Statut              | Population 2010     | Population 2021     |
| ------------------- | ------------------- | ------------------- | ------------------- | ------------------- |
| 1                   | Vyssoki             | localité            | 6860                | 6716                |
| 2                   | Imandra             | village             | 19                  |                     |
| 3                   | Laplandia           | village-gare        | 70                  |                     |
| 4                   | Olenegorsk          | ville               | 23 072              | 21 438              |
| 5                   | Iaguelny Bor        | village-gare        | 0                   |                     |

#### Ville de Poliarnye Zori et territoires dépendants
| Liste des localités | Liste des localités | Liste des localités | Liste des localités | Liste des localités |
| N°                  | Localité            | Statut              | Population 2010     | Population 2021     |
| ------------------- | ------------------- | ------------------- | ------------------- | ------------------- |
| 1                   | Afrikanda           | localité            | 1644                | 1118                |
| 2                   | Zacheïek            | localité            | 901                 | 554                 |
| 3                   | Poliarnye Zori      | ville               | 15 096              | 14 146              |

## Villes fermées (okrougs urbains)

### Alexandrovsk
| Liste des localités               | Liste des localités | Liste des localités | Liste des localités | Liste des localités |
| N°                                | Localité            | Statut              | Population 2010     | Population 2021     |
| --------------------------------- | ------------------- | ------------------- | ------------------- | ------------------- |
| Okroug territorial de Gadjiyevo   |                     |                     |                     |                     |
| 1                                 | Gadjievo            | ville               | 11 068              | 9297                |
| 2                                 | Kouvchinskaïa Salma | localité            | 0                   |                     |
| 3                                 | Olenia Gouba        | localité            | 1661                |                     |
| 4                                 | Saïda Gouba         | localité            | 0                   |                     |
| Okroug territorial de Poliarny    |                     |                     |                     |                     |
| 5                                 | Poliarny            | ville               | 17 293              | 12 293              |
| Okroug territorial de Snejnogorsk |                     |                     |                     |                     |
| 6                                 | Snejnogorsk         | ville               | 12 683              | 9942                |

### Commune urbaine de Vidiaïevo
| Liste des localités | Liste des localités | Liste des localités | Liste des localités | Liste des localités |
| N°                  | Localité            | Statut              | Population 2010     | Population 2021     |
| ------------------- | ------------------- | ------------------- | ------------------- | ------------------- |
| 1                   | Vidiaïevo           | commune urbaine     | 5771                | 4327                |
| 2                   | Tchan-Routcheï      | localité            | 0                   | 0                   |

### Ville de Zaoziorsk
| N° | Localité  | Statut | Population 2010 | Population 2021 |
| -- | --------- | ------ | --------------- | --------------- |
| 1  | Zaoziorsk | ville  | 11 199          | 7762            |

### Ville d'Ostrovnoï
| Liste des localités | Liste des localités   | Liste des localités | Liste des localités | Liste des localités |
| N°                  | Localité              | Statut              | Population 2010     | Population 2021     |
| ------------------- | --------------------- | ------------------- | ------------------- | ------------------- |
| 1                   | Korabelnoïe           | localité            | 10                  |                     |
| 2                   | Loumbovka             | localité            | 11                  |                     |
| 3                   | Maïak Gorodetski      | localité            | 6                   |                     |
| 4                   | Mis Tchiorni          | localité            | 8                   |                     |
| 5                   | Ostrovnoï             | ville               | 2171                | 1487                |
| 6                   | Sviatoï Nos           | localité            | 7                   |                     |
| 7                   | Tersko-Orlovski Maïak | localité            | 9                   |                     |

### Ville de Severomorsk
| Liste des localités | Liste des localités | Liste des localités | Liste des localités | Liste des localités |
| N°                  | Localité            | Statut              | Population 2010     | Population 2021     |
| ------------------- | ------------------- | ------------------- | ------------------- | ------------------- |
| 1                   | Safonovo            | commune urbaine     | 5255                | 4305                |
| 2                   | Severomorsk         | ville               | 50 076              | 43 327              |
| 3                   | Severomorsk-3       | localité            | 2608                | 2642                |
| 4                   | Chtchoukozero       | localité            | 712                 | 522                 |

## Raïons

### Raïon de Kandalakcha
| Liste des localités | Liste des localités | Liste des localités | Liste des localités | Liste des localités |
| N°                  | Localité            | Statut              | Population 2010     | Population 2021     |
| ------------------- | ------------------- | ------------------- | ------------------- | ------------------- |
| 1                   | Alakourtti          | village             | 3424                | 5533                |
| 2                   | Beloï More          | localité            | 660                 |                     |
| 3                   | Jemtchoujnaïa       | village-gare        | 2                   |                     |
| 4                   | Zaretchensk         | localité            | 621                 |                     |
| 5                   | Zelenoborski        | commune urbaine     | 6560                | 3768                |
| 6                   | Kandalakcha         | ville               | 35 654              | 29 138              |
| 7                   | Kaïraly             | localité            | 19                  |                     |
| 8                   | Kniajnaïa Gouba     | village             | 127                 |                     |
| 9                   | Kovda               | village             | 20                  |                     |
| 10                  | Kovda               | village-gare        | 37                  |                     |
| 11                  | Kovdozero           | village             | 121                 |                     |
| 12                  | Kolvitsa            | village             | 9                   |                     |
| 13                  | Kouoloïarvi         | localité            | 0                   |                     |
| 14                  | Lessozavodski       | localité            | 391                 |                     |
| 15                  | Louvenga            | village             | 575                 |                     |
| 16                  | Nivski              | localité            | 1043                |                     |
| 17                  | Niamozero           | village-gare        | 8                   |                     |
| 18                  | Pinozero            | village-gare        | 149                 |                     |
| 19                  | Poïakonda           | localité            | 78                  |                     |
| 20                  | Priozerny           | localité            | 0                   |                     |
| 21                  | Prolvy              | village-gare        | 42                  |                     |
| 22                  | Routchi             | village-gare        | 1                   |                     |
| 23                  | Fedosseïevka        | village             | 3                   |                     |

### Raïon de Kovdor
| Liste des localités | Liste des localités | Liste des localités | Liste des localités | Liste des localités |
| N°                  | Localité            | Statut              | Population 2010     | Population 2021     |
| ------------------- | ------------------- | ------------------- | ------------------- | ------------------- |
| 1                   | Iona                | village             | 314                 |                     |
| 2                   | Ionski              | localité            | 1534                | 1002                |
| 3                   | Kovdor              | ville               | 15 423              | 15 770              |
| 4                   | Kouropta            | localité            | 90                  |                     |
| 5                   | Leïpi               | localité            | 346                 |                     |
| 6                   | Pikolatva           | localité            | 193                 |                     |

### Raïon de Kola
| Liste des localités | Liste des localités  | Liste des localités | Liste des localités | Liste des localités |
| N°                  | Localité             | Statut              | Population 2010     | Population 2021     |
| ------------------- | -------------------- | ------------------- | ------------------- | ------------------- |
| 1                   | Belokamenka          | village             | 84                  |                     |
| 2                   | Verkhnetoulomski     | commune urbaine     | 1580                | 1320                |
| 3                   | Vostchnoï Kildine    | localité            | 4                   |                     |
| 4                   | Vykhodnoy            | village-gare        | 37                  | 16                  |
| 5                   | Goloubié Routchi     | localité            | 447                 |                     |
| 6                   | Dalnié Zelentsy      | localité            | 52                  |                     |
| 7                   | Zapadny Kildine      | localité            | 6                   |                     |
| 8                   | Zverosovkhoze        | localité            | 1598                | 1308                |
| 9                   | Kilpiavr             | localité            | 884                 |                     |
| 10                  | Kildinstroï          | commune urbaine     | 2063                | 2244                |
| 11                  | Kitsa                | village-gare        | 45                  |                     |
| 12                  | Kola                 | ville               | 10 437              | 9016                |
| 13                  | Loparskaïa           | village-gare        | 173                 |                     |
| 14                  | Magnetity            | village-gare        | 124                 |                     |
| 15                  | Mejdouretchié        | localité            | 975                 |                     |
| 16                  | Minkino              | village             | 433                 |                     |
| 17                  | Michoukovo           | localité            | 211                 |                     |
| 18                  | Morkaïa Kitsa        | localité            | 40                  |                     |
| 19                  | Molotchny            | commune urbaine     | 5208                | 4194                |
| 20                  | Mourmachi            | commune urbaine     | 14152               | 9568                |
| 21                  | Nial                 | village-gare        | 7                   |                     |
| 22                  | Ostrov Bolchoï Oleny | localité            | 6                   |                     |
| 23                  | Pestchany            | localité            | 139                 |                     |
| 24                  | Poulozero            | village             | 7                   |                     |
| 25                  | Piaïve               | localité            | 782                 |                     |
| 26                  | Retinskoïe           | village-gare        | 54                  |                     |
| 27                  | Retinskoïe           | localité            | 0                   |                     |
| 28                  | Svetly               | localité            | 4                   |                     |
| 29                  | Taïbola              | village-gare        | 14                  |                     |
| 30                  | Teriberka            | village             | 957                 |                     |
| 31                  | Touloma              | village             | 1991                | 1771                |
| 32                  | Toumanny             | commune urbaine     | 685                 | 404                 |
| 33                  | Oura-Gouba           | village             | 517                 |                     |
| 34                  | Chongouï             | localité            | 1038                |                     |

### Raïon de Lovozero
| Liste des localités | Liste des localités | Liste des localités | Liste des localités | Liste des localités |
| N°                  | Localité            | Statut              | Population 2010     | Population 2021     |
| ------------------- | ------------------- | ------------------- | ------------------- | ------------------- |
| 1                   | Lovozero            | village             | 2871                | 2110                |
| 2                   | Kanevka             | village             | 67                  |                     |
| 3                   | Krasnochtchelié     | village             | 423                 |                     |
| 4                   | Revda               | commune urbaine     | 8414                | 6394                |
| 5                   | Sosnovka            | village             | 45                  |                     |

### Raïon de Petchenga
| Liste des localités | Liste des localités                                    | Liste des localités | Liste des localités | Liste des localités |
| N°                  | Localité                                               | Statut              | Population 2010     | Population 2021     |
| ------------------- | ------------------------------------------------------ | ------------------- | ------------------- | ------------------- |
| 1                   | Borissoglebski                                         | localité            | 21                  |                     |
| 2                   | Vaïda Gouba                                            | localité            | 94                  |                     |
| 3                   | Zapoliarny                                             | ville               | 15 825              | 14 791              |
| 4                   | Korzounovo                                             | localité            | 275                 |                     |
| 5                   | Liinakhamari                                           | localité            | 475                 |                     |
| 6                   | Louostari                                              | village-gare        | 10                  |                     |
| 7                   | Louostari                                              | localité            | 2260                | 1687                |
| 8                   | Nikel                                                  | commune urbaine     | 12 756              | 9858                |
| 9                   | Petchenga                                              | village-gare        | 1565                |                     |
| 10                  | Petchenga                                              | commune urbaine     | 3188                | 2206                |
| 11                  | Priretchny                                             | localité            | 45                  |                     |
| 12                  | Poutevaïa Ousadba 9 km jeleznoï dorogi Louostari-Nikel | localité            | 0                   |                     |
| 13                  | Raïakoski                                              | localité            | 238                 |                     |
| 14                  | Salmiïarvi (finlandais : Salmijärvi)                   | localité            | 71                  |                     |
| 15                  | Spoutnik                                               | localité            | 2061                | 1597                |
| 16                  | Titovka                                                | village-gare        | 1                   |                     |
| 17                  | Tsypnavolok                                            | localité            | 35                  |                     |

### Raïon de Ter
| Liste des localités | Liste des localités   | Liste des localités | Liste des localités | Liste des localités |
| N°                  | Localité              | Statut              | Population 2010     | Population 2021     |
| ------------------- | --------------------- | ------------------- | ------------------- | ------------------- |
| 1                   | Varzouga              | village             | 363                 |                     |
| 2                   | Vostochnoïe Mounozero | localité            | 0                   |                     |
| 3                   | Indel                 | localité            | 0                   |                     |
| 4                   | Kachkarantsy          | village             | 79                  |                     |
| 5                   | Kouzomen              | village             | 84                  |                     |
| 6                   | Maïak Nikodimski      | localité            | 3                   |                     |
| 7                   | Olenitsa              | commune urbaine     | 27                  |                     |
| 8                   | Pialitsa              | village             | 14                  |                     |
| 9                   | Tetrino               | village             | 18                  |                     |
| 10                  | Oumba                 | commune urbaine     | 5 396               | 4121                |
| 11                  | Tchavanga             | village             | 87                  |                     |
| 12                  | Tchapoma              | village             | 81                  |                     |